# N.E. Sinding
Niels Edvard Sinding, kendt som N.E. Sinding (2. december 1839 – 24. maj 1902) var en dansk kunstmaler og fotograf.
Han deltog i 2. Slesvigske Krig som korporal og blev Dannebrogsmand den 28. oktober 1864. Allerede i 1860'erne var han virksom som fotograf i København, og fra 1873 til 1884 havde han atelier på Østergade 58 (St. Kjøbmagergade 15/Østergade 58, Kong Salomons Apothek). Senere blev han kongelig hoffotograf.
Han var gift med Nicoline Marie Kleis, f. Albrechtsen (død 1935) og far til arkitekt Svend Sinding (1881-1929) og kommandør Paul Sinding (1882-1964).